# Атнарское сельское поселение
Атна́рское се́льское поселе́ние (чув. Атнар ял тăрăхĕ) — сельское поселение в составе Красночетайского района Чувашии. Административный центр — село Атнары.

## Населённые пункты
В состав сельского поселения входят 11 населённых пунктов:
| Населённый пункт  | Расстояние до центра СП | Дворов | Население, чел. |
| ----------------- | ----------------------- | ------ | --------------- |
| с. Атнары         | 6                       | 326    | 686             |
| д. Шорово         | 7                       | 44     | 125             |
| пос. Черемушки    | 12                      | 32     | 95              |
| д. Сормово        | 10                      | 78     | 151             |
| д. Липовка Вторая | 8                       | 48     | 71              |
| д. Берёзовка      | 13                      | 73     | 150             |
| д. Кишля          | 15                      | 21     | 39              |
| д. Красный Яр     | 18                      | 29     | 63              |
| д. Тарабай        | 6                       | 213    | 395             |
| д. Сосново        | 3                       | 94     | 212             |
| д. Тоганаши       | 10                      | 239    | 452             |

## Экономика
В сельском поселении действуют 3 фельдшерских пункта (Березовка, Тарабай, Тоганаши), 5 сельских клубов (Сормово, Березовка, Тарабай, Тоганаши, Сосново), 3 библиотеки (Атнары, Сормово, Тоганаши). В селе Атнары расположены Атнарская школа и детский сад, сельская врачебная амбулатория, дом культуры, отделение связи.

## География
Расположено на юге района. Граничит:
- на севере с Красночетайским сельским поселением,
- на западе с Питеркинским сельским поселением,
- на юге с Нижегородской областью,
- на востоке с Нижнекумашкинским и Магаринским сельскими поселениями Шумерлинского района.

По территории протекает река Кумажана, часть территории занята Кумашкинским государственным охотничьим заказником. В южной части территории находится несколько анклавов Нижегородской области.

### Картографическое описание границ
Северная граница Атнарского сельского поселения начинается от точки пересечения границ Питеркинского и Красночетайского сельских поселений, идет по южной границе Красночетайского сельского поселения вдоль ручья, пересекая автомобильную дорогу Шумерля — Ядрин, доходит до р. Черная и движется вдоль неё в северном направлении, затем под прямым углом поворачивает в восточном направлении, доходит до квартала 21 Атнарского лесничества Красночетайского лесхоза, доходит до просеки и по южным границам кварталов 26, 23, 24, пересекая грунтовую дорогу Тоганаши — Ягункино, доходит до р. Кишнер, затем в юго-восточном направлении между кварталами 24 и 27, 25 и 28, 9, 15 Атнарского лесничества Красночетайского лесхоза.
Восточная граница Атнарского сельского поселения начинается в юго-западном направлении вдоль восточных границ кварталов 31, 34, 39, 44, 50, 13, 19, 27, 96, 45, 44, 52, 51, 60 Атнарского лесничества Красночетайского лесхоза, пересекает асфальтную дорогу Шумерля — Ядрин и грунтовую дорогу Березовка — Черемушки, доходит до точки пересечения границ Атнарского сельского поселения и Шумерлинского района. Затем в южном направлении вдоль восточных границ кварталов 61, 60, 67, 73, 79, до русла р. Сура на границе с Шумерлинским муниципальным районом и Нижегородской областью.
Южная граница Атнарского сельского поселения берет начало от точки пересечения границ Нижегородской области и Шумерлинского района и р. Сура и проходит вдоль русла р. Сура по течению вдоль южных границ кварталов 79, 78, 82, 81, 80, 74, 68, 62, 51, 56, 49 Присурского лесничества Красночетайского лесхоза.
Западная граница Атнарского сельского поселения проходит вдоль восточных границ кварталов 50, 47, 48, затем проходит по южным границам квартала 42 и по восточным границам кварталов 42, 36, 31, 24 Присурского лесничества Красночетайского лесхоза параллельно р. Уревка. Далее от кордона лесника Присурского лесничества проходит в северном направлении, пересекая р. Айхол.